# Jacqueline Pfeifer
Jacqueline Pfeifer (nacida Jacqueline Lölling, Siegen, 6 de febrero de 1995) es una deportista alemana que compite en skeleton.
Participó en dos Juegos Olímpicos de Invierno, obteniendo una medalla de plata en Pyeongchang 2018 y el octavo lugar en Pekín 2022.
Ganó ocho medallas en el Campeonato Mundial de Skeleton entre los años 2015 y 2024, y tres medallas en el Campeonato Mundial de Skeleton entre los años 2017 y 2019.

## Palmarés internacional
| Juegos Olímpicos   | Juegos Olímpicos            | Juegos Olímpicos  | Juegos Olímpicos |
| Año                | Lugar                       | Medalla           | Prueba           |
| ------------------ | --------------------------- | ----------------- | ---------------- |
| 2018               | Pyeongchang (Corea del Sur) | Medalla de plata  | Individual       |
| Campeonato Mundial |                             |                   |                  |
| Año                | Lugar                       | Medalla           | Prueba           |
| 2015               | Winterberg (Alemania)       | Medalla de plata  | Individual       |
| 2017               | Königssee (Alemania)        | Medalla de oro    | Individual       |
| 2017               | Königssee (Alemania)        | Medalla de oro    | Equipo mixto     |
| 2019               | Whistler (Canadá)           | Medalla de plata  | Individual       |
| 2020               | Altenberg (Alemania)        | Medalla de oro    | Equipo mixto     |
| 2021               | Altenberg (Alemania)        | Medalla de plata  | Individual       |
| 2021               | Altenberg (Alemania)        | Medalla de plata  | Equipo mixto     |
| 2024               | Winterberg (Alemania)       | Medalla de bronce | Equipo mixto     |
| Campeonato Europeo |                             |                   |                  |
| Año                | Lugar                       | Medalla           | Prueba           |
| 2017               | Winterberg (Alemania)       | Medalla de oro    | Individual       |
| 2018               | Igls (Austria)              | Medalla de plata  | Individual       |
| 2019               | Igls (Austria)              | Medalla de bronce | Individual       |